# 726
Năm 726 là một năm trong lịch Julius. 